# Nécropole nationale de Bar-le-Duc
De Nécropole nationale de Bar-le-Duc is een begraafplaats met 3.195 Franse soldaten uit de Eerste Wereldoorlog in Bar-le-Duc, een stad in het departement Meuse in de regio Grand Est.